# باول هدسون
باول هدسون (بالإنجليزية: Paul Hudson)‏ هو عالم بيئة بريطاني، ولد في 27 فبراير 1971 في كيثلي ‏ في المملكة المتحدة.